# Gubernatorstwo Kibili
Gubernatorstwo Kibili (arab. ولاية قبلي, fr. Gouvernorat de Kébili) – jest jednym z 24 gubernatorstw w Tunezji, znajdującym się w zachodniej części kraju.